# Mihail Petrovič Ljubimov
Mihail Petrovič Ljubimov, ruski vohun in zgodovinar, * 27. maj 1934.
Leta 1976 je postal KGB rezident na Danskem.